# Patrick Casement
Patrick Casement är en brittisk psykoterapeut och författare.
Casement har bland annat skrivit boken On Learning from the Patient (1985), som är översatt till svenska; Att lära av patienten (1986). I den använder han analyser från den egna praktiken för att illustrera de komplexa fenomen som är närvarande i terapirummet. Han erkänner sig vara influerad av Wilfred Bion, men kanske framför allt av Donald Winnicott, som menade att patienten själv kan ta och ofta också tar ett stort ansvar för sig själv. Denna filosofi har lett Casement till slutsatsen att terapeuten bör ha en så ogrumlad syn av patienten som är möjligt, för att kunna ta till sig de känslor som klienten tar med sig till terapin, och som kan avslöja viktig information kring tidigare relationer och tillhörande konflikter. "Terapeuten finns där för att bli 'hittad' av patienten." skriver han.